# Walerij Bołotow
Walerij Dmitrijewicz Bołotow (ros. Валерий Дмитриевич Болотов; ur. 13 lutego 1970, zm. 27 stycznia 2017) – rosyjski dowódca wojskowy związany z Ługańską Republiką Ludową (ŁNR), uczestnik wojny w Donbasie.

## Życiorys
W okresie ZSRR służył w Witebsku w Dywizji Powietrznodesantowej. Był uczestnikiem między innymi konfliktów z lat 1989 i 1990 w Erywaniu i Górskim Karabachu. Następnie działał w Związku weteranów sił powietrznodesantowych w Ługańsku. Był współpracownikiem szefa Ługańskiej Obwodowej Administracji Państwowej Ołeksandra Jefremowa. W trakcie wojny w Donbasie był jednym z liderów prorosyjskich separatysów. 13 maja 2014 przeżył zamach na swoje życie. Od 18 maja 2014 był przewodniczącym nieuznawanej Ługańskiej Republiki Ludowej. 14 sierpnia 2014 podał się do dymisji.